# António Tenreiro

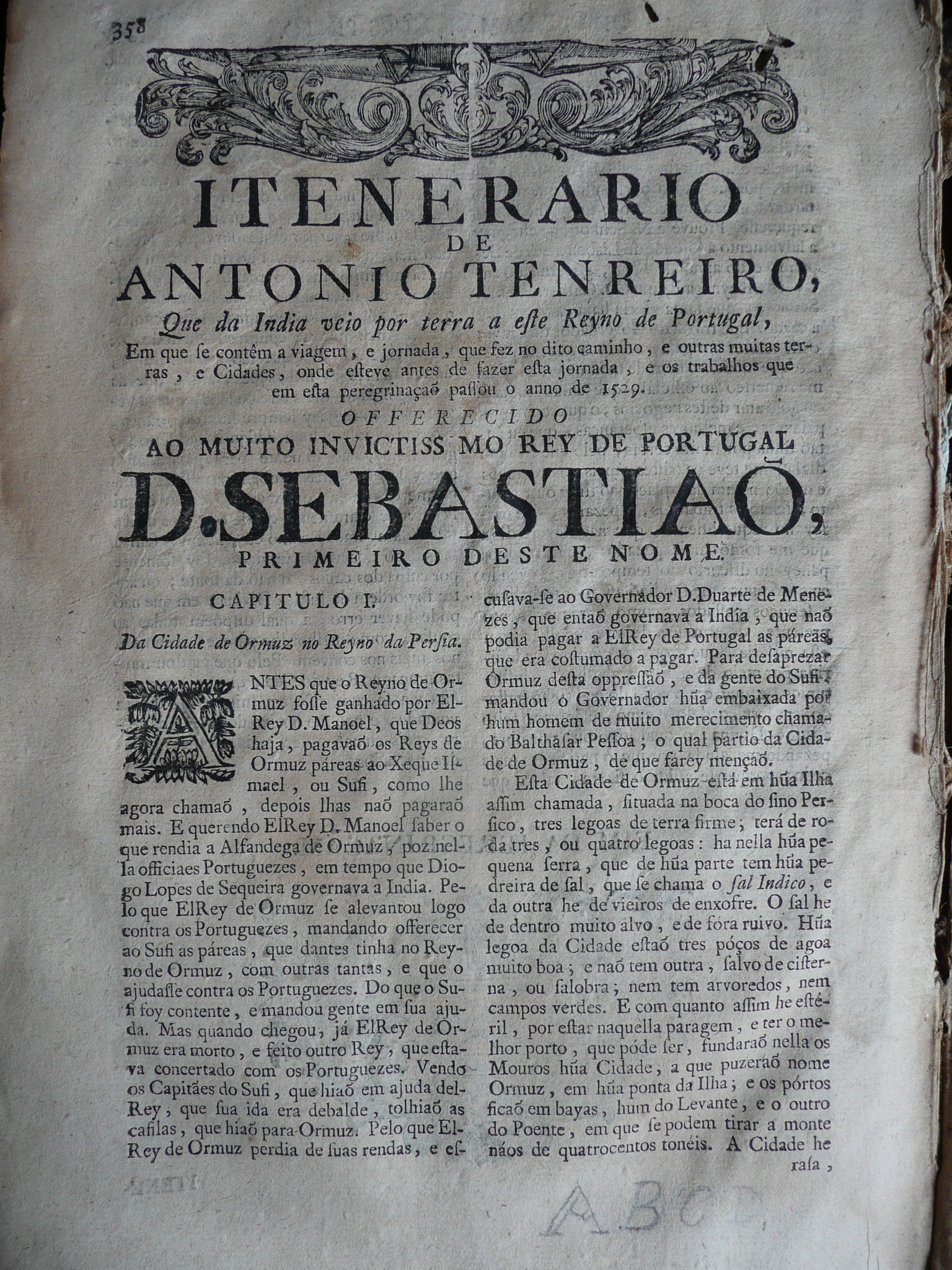
Itinerário de António Tenreiro que da Índia veio por terra a este Reino, in Peregrinação von Fernão Mendes Pinto, 1762

António Tenreiro (* vor 1523 in Coimbra, Portugal; † zwischen 1560 und 1565 in Portugal) war ein portugiesischer Kurier (Bote) und Forschungsreisender. Mit seinem einzigen Buch, das seine beschwerliche Reise von Persien nach Portugal beschreibt, hinterließ er ein einzigartiges Werk portugiesischer Reiseliteratur.
Seine Reise, die dortigen Erlebnisse und das Buch sind durchaus mit denen von Fernão Mendes Pinto und Marco Polo zu vergleichen, auch wenn Zeitdauer und Weltgegend eine andere waren.
Neben dem Forschungsreisenden Pêro da Covilhã war er einer der bedeutendsten Forschungsreisenden aus Portugal, der auf dem Landweg unterwegs war.

## Leben
Vieles aus dem Leben von Tenreiro ist heute nicht mehr bekannt. Was man weiß ist, dass er viele Jahre als Soldat im Estado da Índia tätig war. Dann kam er nach Hormus, wo er im Auftrag des damaligen Generalgouverneurs für Indien, Dom Duarte de Meneses, durch den Stadtkommandanten Dom Cristovão de Mendoça, einen Brief erhielt, den er von Persien aus zum portugiesischen König bringen sollte. Er wurde 1523 zunächst einer Delegation unter der Leitung von Baltasar Pessoa anvertraut, die auf dem Weg zu Ismail I., Schah von Persien (genannt der Sufi) war. Vorher hatte Tenreiro noch als Delegationsmitglied an Verhandlungen zwischen Generalgouverneur de Meneses und dem König von Hormus teilnehmen können.
Nach einer Reise, die ihn und die Delegation durch Persien führte, gelangte er an den Hof von Shah Ismael. Dort blieb er und war am Tage des Todes des Shahs anwesend bzw. wurde Zeuge dessen Todes. Nachdem er die Delegation verlassen hatte, reiste er alleine durch den Nahen Osten, gelangte in die Regionen Persien, Armenien, Palästina, ins Osmanische Reich, Ägypten, Syrien, wurde von Türken aus ökonomischen Gründen überfallen und nach Kairo verfrachtet. Er wurde sogar zum Tode verurteilt, aber das Urteil wurde nicht vollstreckt und er wurde entlassen und ging nach Hormus zurück. In Hormus war er etwa fünf Jahre tätig, bevor er sich am 1. Oktober 1528 auf den Weg machte, den oben erwähnten Brief nach Portugal zu bringen. Über Zypern, Italien und Spanien erreichte er schließlich Lissabon am 22. Mai 1529 und übergab den Brief in einer privaten Audienz König Dom João III.
Vorher hatte er ein Attentat auf seine Person überlebt. Er zog sich mit einer Rente von 30.000 Reais aus der Öffentlichkeit zurück und lebte fortan als Privatier. Rund dreißig Jahre nach Ende seiner Reise begann er mit der Abfassung des Buches, das seine Tätigkeit als Kurier und seine Reise beschrieb.
Insgesamt war er rund sechs Jahre unterwegs (1523–1529). Tenreiro sprach fließend Persisch, Arabisch und Türkisch. Er gehörte später dem Orden der Christusritter an.

## Attentat
Auf Tenreiro wurde ein Attentat verübt, wie Diogo de Couto berichtete. Am Rossio, dem zentralen Hauptplatz Lissabons, wurde er mit 18 Messerstichen traktiert. Er überlebte, aber er litt an den Folgen der Verletzungen bis zu seinem Tod. Es ging um den Brief des Königs, dessen Ankunft man verhindern wollte. Bis heute gibt es – trotz umfangreicher Nachforschungen, die die Krone damals selbst in Auftrag gab – keinen Auftraggeber bzw. es wurde keiner gefunden. Heutige Wissenschaftler gehen aber mit sehr hoher Sicherheit davon aus, dass der Auftraggeber ein Sohn eines hohen Beamten in Hormuz war, da in dem Brief über die Korruption seines Vaters berichtet wurde.

## Stationen der Reise
Während seines langen Aufenthalts im Nahen Osten und seiner späteren Reise nach Portugal durchwanderte er diverse Städte, Ortschaften, Gebirge und Gewässer von teilweise bis heute internationaler Bedeutung. Er war vor allem in Hormus (Iran), Halep (Aleppo)- Syrien, Basra (Irak), Tripoli (Libanon), Schiras (Iran), Isfahan (Iran), Kum (Ghom)- Iran, Baalbeck (Libanon), Damaskus (Syrien), Ramallah (Palästina), Gaza (Palästina), Kairo (Ägypten), Nadschaf (Irak), Hama (Syrien), Alexandria (Ägypten), Täbriz (Iran), Şanlıurfa (Edessa)- Türkei, Lara (heute Stadtteil von Antalya), Türkei, El-Arzajeh (Palästina). Dies waren die wichtigsten Städte des Nahen Osten, die er besuchte. Daneben war er auch am Kaspischen Meer, am Nil, am Berg Ararat, wo angeblich die Arche Noah gelandet sein soll, stand an den Gräbern des Heiligen Lazarus (El-Arzajeh) und der biblischen Gestalt Aaron (Berg Hor, Jordanien) sowie des Kalifen Ali in Nadschaf. Auf seiner Reise nach Portugal besuchte er in Europa vor allem die Städte Famagusta (Zypern), Ferrara (Italien), Genua (Italien), Toledo (Spanien), Valencia (Spanien).

## Inhalt des Briefes
Der Inhalt des Briefes umfasste vor allem Probleme mit korrupten Beamten, Problemen mit Fürstentümern an der Malabarküste, Schwierigkeiten des Generalgouverneurs Nuno da Cunha mit dem Sultan von Mombasa sowie der Bedrohung von einer riesigen türkischen Flotte, die die portugiesischen Hoheitsansprüche in Indien bedrohten.

## Buch
Das Buch erschien zweimal – die erste Edition noch zu Lebzeiten – 1560 und 1565 jeweils in Coimbra und wurde ein Bestseller der damaligen Reiseliteratur in Portugal. Er widmete das Buch dem jungen König Dom Sebastião. Er hielt seine Berichte stets neutral, sachlich und sogar etwas narrativ. Sein Werk wurde von Marco Polo beeinflusst.

## Persönlichkeit
Tenreiro berichtet weltoffen und vorurteilsfrei bzw. fair über den Islam. Er selbst wird als neugierig und vielseitig interessiert beschrieben, außerdem als tief gläubiger Mensch.

## Rezeption
Er wurde in den Decadas da Índia von João de Barros erwähnt, ebenso in den Werken der Historiker Francisco de Andrade und von Fernão Lopes de Castanheda, 1552, erwähnt. Das Buch erschien auch in deutscher Sprache im 20. Jahrhundert. Es gilt als ältester Bericht eines Portugiesen zu Reisen in den Nahen Osten und Orient. Seine Reise hatte durchaus weltgeschichtliche Bedeutung, da sie einen neuen und anderen Blick auf den Orient zuließ und als Vorbild für viele andere europäische Forschungsreisende künftiger Jahrhunderte galt.

## Quelle
- Antonio Tenreiro: Als Briefkurier durch Persien : auf dem Landweg von Indien nach Portugal 1523 - 1529. Edition Erdmann, Stuttgart/Wien 2002, ISBN 3-522-60039-8.

| Personendaten    | Personendaten                                         |
| ---------------- | ----------------------------------------------------- |
| NAME             | Tenreiro, António                                     |
| KURZBESCHREIBUNG | portugiesischer Kurier (Bote) und Forschungsreisender |
| GEBURTSDATUM     | vor 1523                                              |
| GEBURTSORT       | Coimbra, Portugal                                     |
| STERBEDATUM      | zwischen 1560 und 1565                                |
| STERBEORT        | Portugal                                              |